# La Pécheresse (Siemiradzki)
Pour les articles homonymes, voir La Pécheresse.

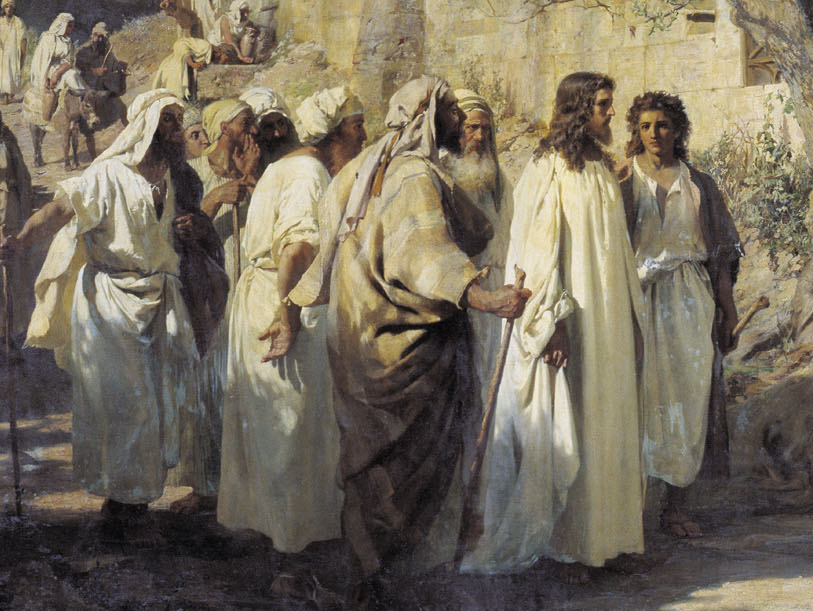
La Pécheresse, détail

La Pécheresse (en russe : Грешница) est un tableau de grand format du peintre académique polonais et russe Henryk Siemiradzki (1843-1902), réalisé en 1873. Il est exposé au Musée Russe à Saint-Pétersbourg (à l'inventaire sous no Ж-5674). Ses dimensions sont de 250 × 499 cm,.
Le sujet du tableau est la Pericope Adulterae, nom traditionnel d'un épisode évangélique (péricope) au sujet d'une  femme adultère  de l'Évangile selon Jean, 7,53-8,11.
Siemiradzki traite le sujet en partant d'un poème populaire de l'époque dû à la plume d'Alexis Konstantinovitch Tolstoï, intitulé La Pécheresse. Sur le plan de la composition, le tableau est divisé en deux parties: à gauche Jésus est représenté avec ses disciples, à droite la pécheresse bien habillée suivie d'un petit groupe d'hommes et de femmes qui se distraient.
Siemiradzki a réalisé ce tableau à Rome, sur commande du grand-duc Vladimir Alexandrovitch de Russie. En mars 1873, le tableau est envoyé à Saint-Pétersbourg où il est exposé à l'exposition de l'Academie. L'Académie russe des beaux-arts nomme Siemiradzki peintre académicien pour cette création. Il est acheté par les héritiers du tsar Alexandre III pour la somme de 10 000 roubles,. En 1873, le tableau est exposé à l'Exposition universelle de 1873, à Vienne, où Siemiradzki obtient son premier prix, la médaille Pour l'art.
Le peintre Ivan Kramskoï écrit à propos de cette toile, qu'elle produit une impression étonnante mais que «le Christ et ses apôtres ont l'air un peu misérables». Le critique Vladimir Stassov remarque son aspect brillant, mais ajoute aussi que le tableau est «superficiel par son contenu» et encore des critiques à propos de l'image de la pécheresse, du Christ et des apôtres. La critique d'art Tatiana Karpova fait observer qu'avec cette toile, le peintre Siemiradzki commence à utiliser la peinture sur le motif «pour une grande toile, peinte pour un sujet du lointain passé», et qu'à cette époque «c'était nouveau dans la peinture russe».

## Histoire

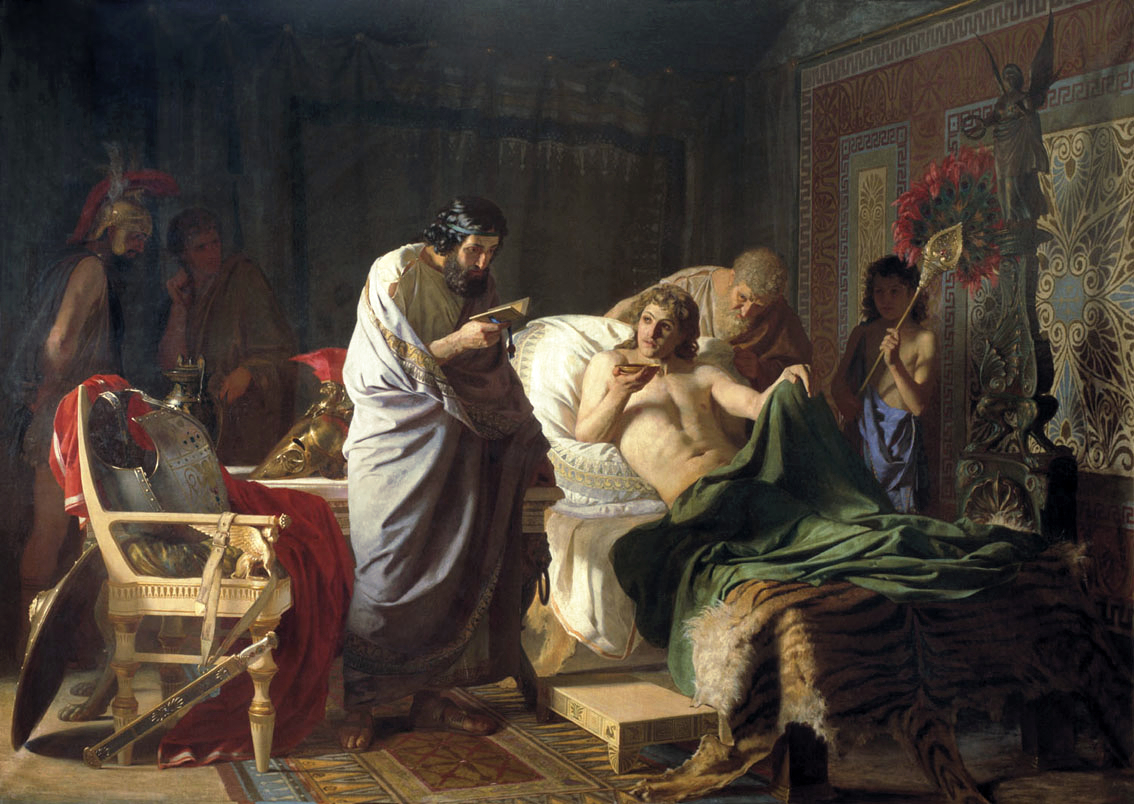
Alexandre le Grand fait confiance au médecin Philippe par Henryk Siemiradzki

En 1870, Henryk Siemiradzki termine ses études à l'Académie russe des beaux-arts de Saint-Pétersbourg et reçoit le titre d'artiste du premier degré ainsi qu'une grande médaille d'or, qui lui est décernée pour son tableau Confiance d'Alexandre le Grand en son médecin Philippe. Avec la médaille, il reçoit le titre de pensionnaire pour six années, lui donnant droit à des voyages à l'étranger aux frais de l'Académie,. Siemiradzki débute ses voyages en août 1871 en visitant Cracovie, puis Munich où il arrive en septembre. Il passe plusieurs mois dans cette ville et y réalise son tableau Orgie romaine à l'époque illustre de César, qui reçoit des critiques favorables tant à Munich qu'à Saint-Pétersbourg où elle est envoyée pour l'exposition qui se déroule à l'Académie.

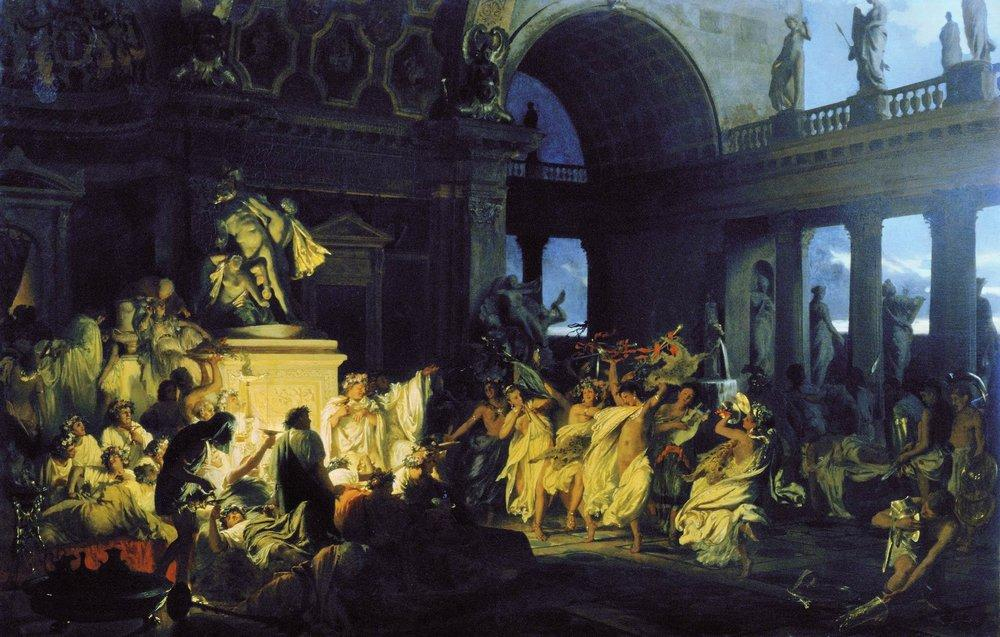
Orgie romaine à l'époque illustre de César par Henryk Siemiradzki

En avril 1872, Siemiradzki part pour Florence en comptant s'y installer pour longtemps. Mais après avoir poursuivi son voyage en Italie, iil modifie ses plans et décide de s'installer à Rome. Il fait part de sa décision dans une lettre adressée à l'Académie le 9 mai 1872. Il loue un atelier via Margutta, où il commence à travailler à un nouveau tableau qui s'appellera Le Christ et la pécheresse ou La Pécheresse. Il s'agit d'une commande du grand-duc Vladimir Alexandrovitch de Russie, qui, en 1869, était adjoint du président de l'Académie des beaux-arts dont il deviendra président en 1876.

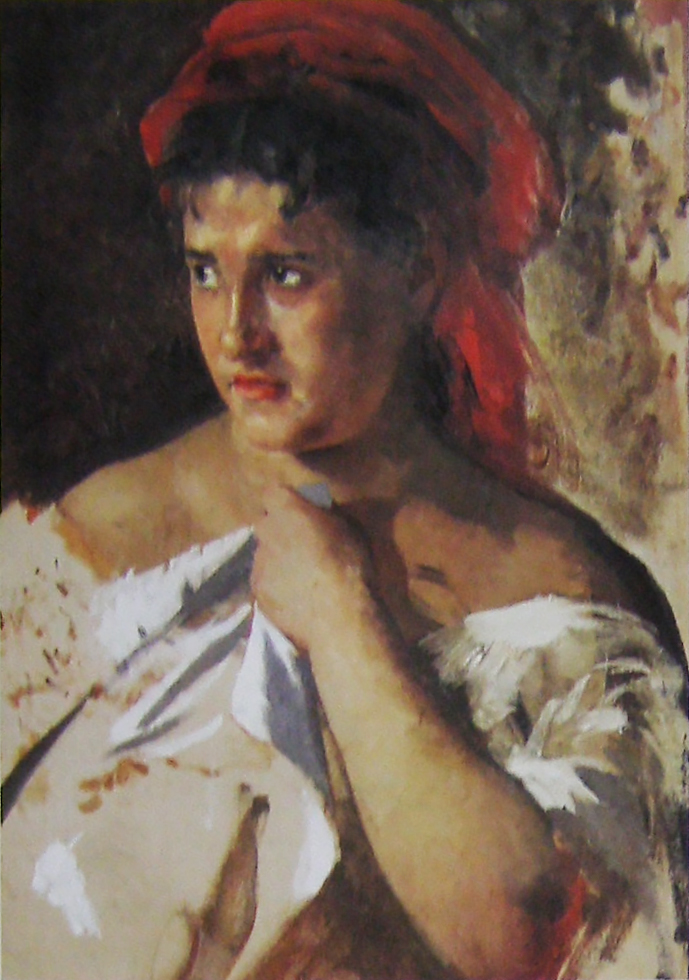
Tête de pécheresse (étude, huile, toile,, coll.part.)

Le travail sur le tableau est achevé en février 1873. Le peintre travaille relativement peu de temps sur la grande toile, selon ses souvenirs environ huit mois. Les réflexions sur le sujet, en ce compris les croquis préparatoires, les esquisses ont pris par contre au moins un an et demi.

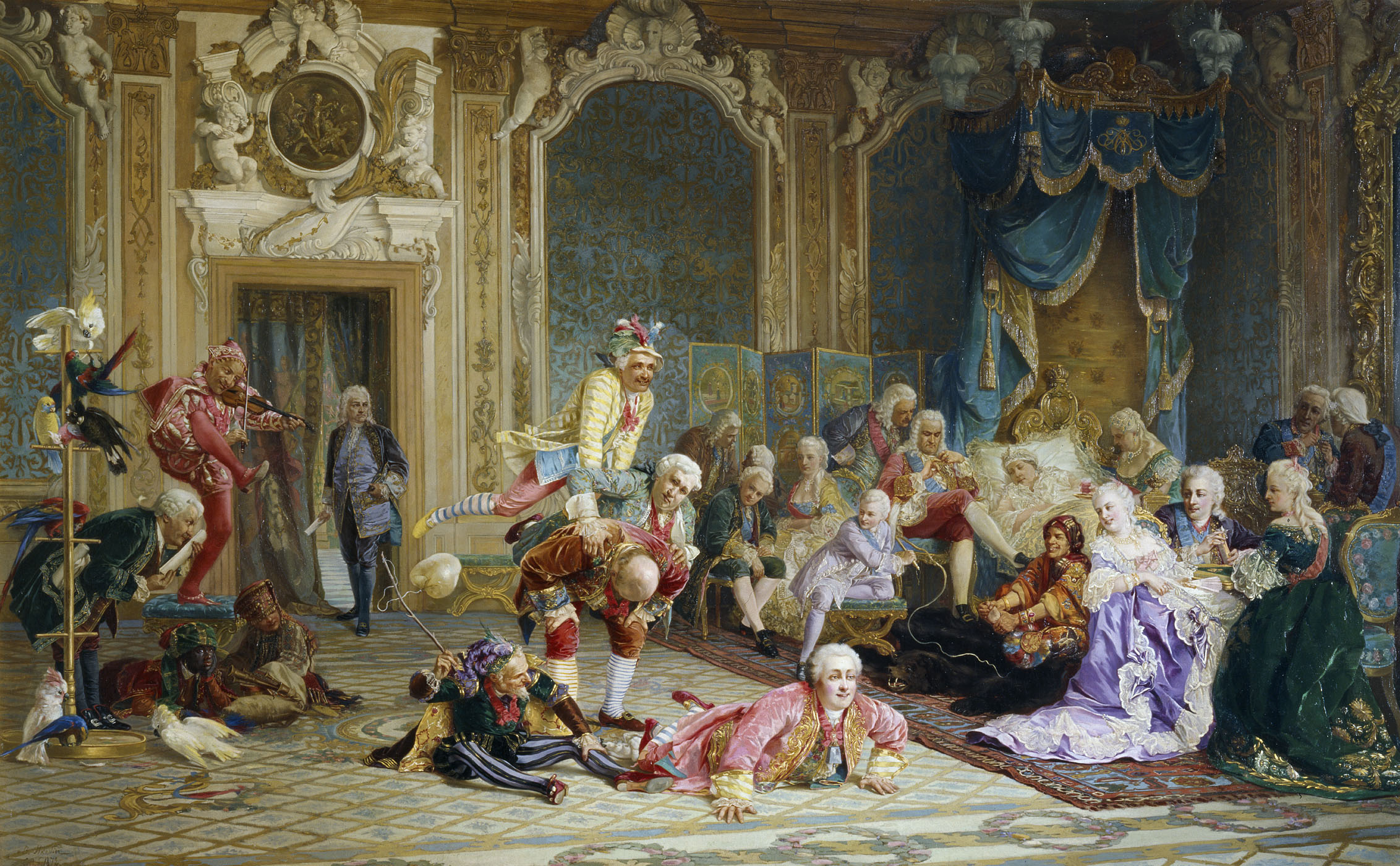
Les bouffons à la cour d' Anna Ioanovna par V. Jacobi (1872)

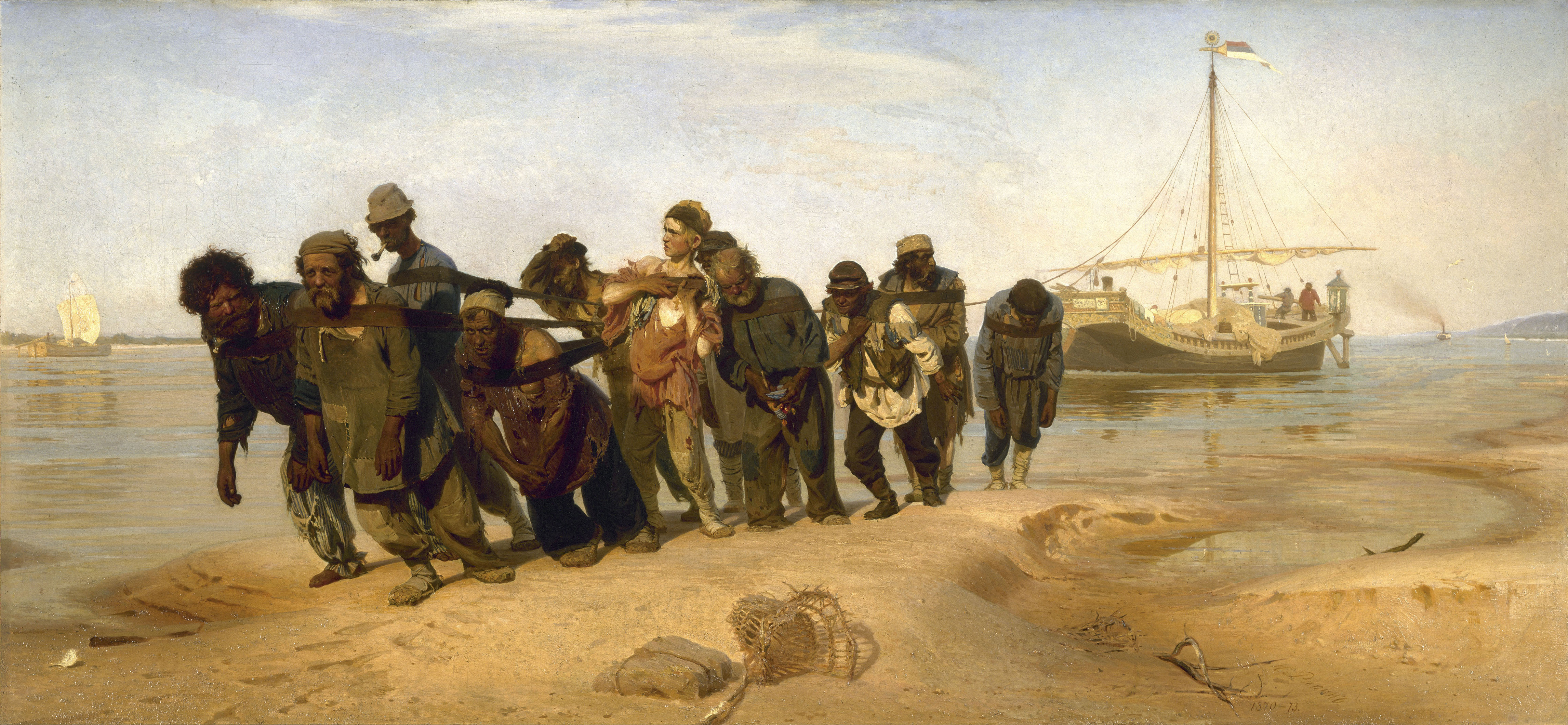
Ilia Répine (1844-1930) - Les Bateliers de la Volga(1870-1873)

Au printemps 1873, le tableau La Pécheresse est envoyé à Saint-Pétersbourg pour participer à l'exposition de l'Académie des beaux-arts qui présentait des peintures et des sculptures à envoyer ensuite à l'Exposition universelle de 1873 à Vienne. Siemiradzki se rend à Saint-Pétersbourg à la fin du mois de mars et le 30 mars sa nouvelle toile est exposée à la salle Raphaël de l'Académie des beaux-arts. Malgré le fait qu'il ne restait plus que deux jours avant l'envoi à Vienne pour le voir, le tableau attira l'attention du public et fit grosse impression. Parmi tous les tableaux exposés, parmi ceux qui attirent le plus l'attention on trouve : Les Bateliers de la Volga d'Ilia Répine, Les bouffons à la cour d'Anna Iannovna de Valeri Iakobi et La Pécheresse. Dans sa revue Le Citoyen, Fiodor Dostoïevski note que le tableau des bouffons à la cour est rapidement écarté du fait de son caractère offensant pour la cour, celui de Répine est apprécié par les critiques démocrates et celui de Siemiradzki par les tenants de l'académisme. Le peintre Ivan Kramskoï écrit à propos de la toile de Siemiradzki qu'elle provoque une impression stupéfiante qui ne permet plus de rester maître de son esprit devant elle, malgré le fait que le Christ et les apôtres aient l'air un peu misérable. Le critique Vladimir Stassov, sous le pseudonyme de «O.» écrit un article intitulé La nouvelle toile de Siémiradski, La Pécheresse, qui est publiée dans la revue Védomosti de Saint-Pétersbourg dans son no 95 de 1873. Stassov écrit que le tableau La Pécheresse produit une telle sensation que l'on ne se souvient plus d'en avoir connu de pareilles dans la peinture russe depuis Karl Brioullov avec sa toile Le Dernier Jour de Pompéi. Toutefois Stassov ajoute qu'il n'aime pas le travail de l'artiste pour la pécheresse (insignifiante et ennuyeuse dans sa pose, avec son visage, son expression), ni celui pour le Christ (à la figure pâle et languissante dans son chiton blanc ), ni celui des apôtres (habillés en arabes avec des visages on ne peut plus ordinaires, sans expressions.
Malgré les critiques, le tableau a vraiment plu au grand-duc Vladimir Alexandrovitch et au secrétaire de la conférence de l'Académie des beaux-arts Piotr Isseev. Grâce à celui-ci, Siemiradzki reçoit le titre d'académicien. Sur les conseils du grand-duc, La Pécheresse est acquise par l'héritier du trône Alexandre III pour la somme très importante à l'époque de 10 000 roubles. De plus, Vladimir Alexandrovitch commande une copie du tableau en sépia pour sa collection.
La même année, le tableau La Pécheresse est envoyé à l'exposition universelle de 1873 à Vienne. Il y est exposé avec une série de tableaux de la peinture russe qui ont eu du succès durant la décennie écoulée, parmi lesquels Pierre le Grand interrogeant le tsarévitch Alexis à Peterhof de Nikolaï Gay, La halte des chasseurs et Pêcheur de Vassili Perov, les Bateliers de la Volga d'Ilia Répine une copie d'auteur de la toile Les freux sont de retour d' Alexeï Savrassov et d'autres encore. Lors de l'exposition, La Pécheresse reçoit une médaille pour l'art, la première reçue par Siemiradzki.
La toile La pécheresse est conservée au Palais Alexandre, mais en 1897 elle est transférée au Musée Russe de l'empereur Alexandre III qui est créé à cette époque et où elle se trouve encore actuellement,. La Pécheresse est exposée dans une salle où l'on trouve aussi Les Cosaques zaporogues écrivant une lettre au sultan de Turquie d'Ilia Répine, la Conquête de la Sibérie par Ermak de Vassili Sourikov, le À la Guerre de Constantine Savitski et le tableau au sujet similaire Le Christ et la pécheresse de Vassili Polenov. On y trouve encore d'autres tableaux de peintres académiques tels que Orgie romaine de Wilhelm Kotarbiński et Cérémonie de l'accolade de Constantin Makovski.

## Sujet et description

Fragments de La Pécheresse
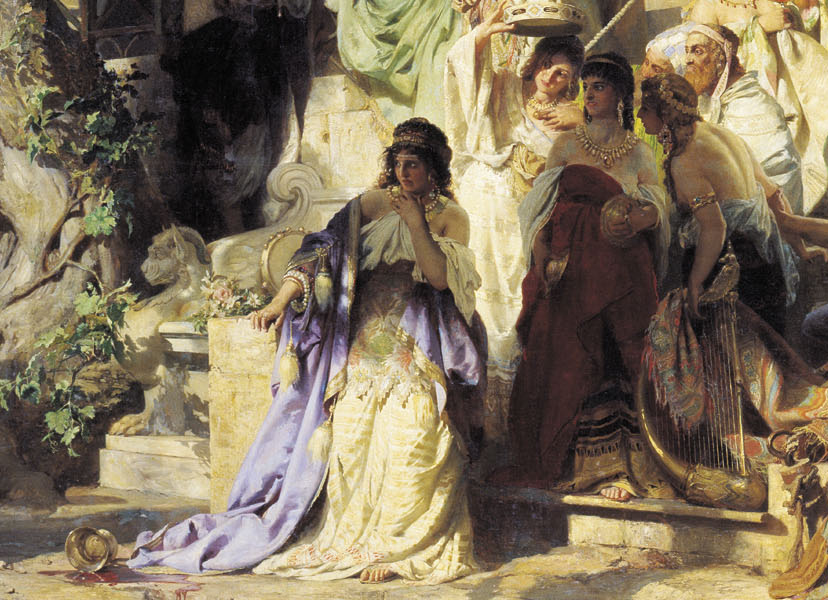
La Pécheresse, detail.
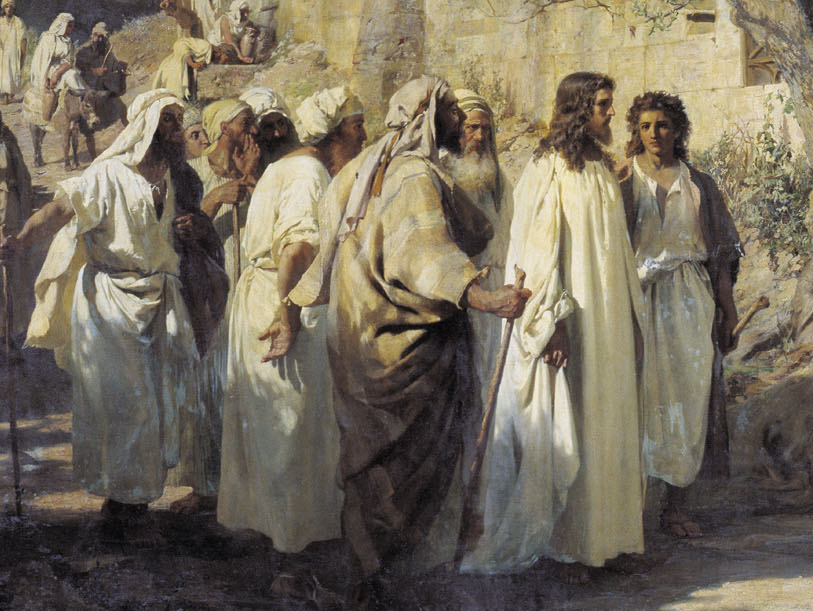
Le Christ, detail.

Le sujet du tableau est lié au récit de Jésus et de la femme adultère, décrit dans l'évangile selon Jean (ce récit n'est pas présent dans tous les évangiles). Dans l'œuvre de Siemiradzki, la manière d'aborder le récit diffère de manière significative de la version évangélique traditionnelle suivant laquelle la femme convaincue d'adultère est amenée de force devant le Christ par les Pharisiens et les Sadducéens (dans le Nouveau Testament on utilise l'expression Les Pharisiens et les Scribes). Vassili Polenov, autre peintre russe de l'époque, du même âge que Siemiradzki s'est quant à lui inspiré du texte évangélique sur ce point. Suivant la loi de Moïse, la femme adultère doit être lapidée.

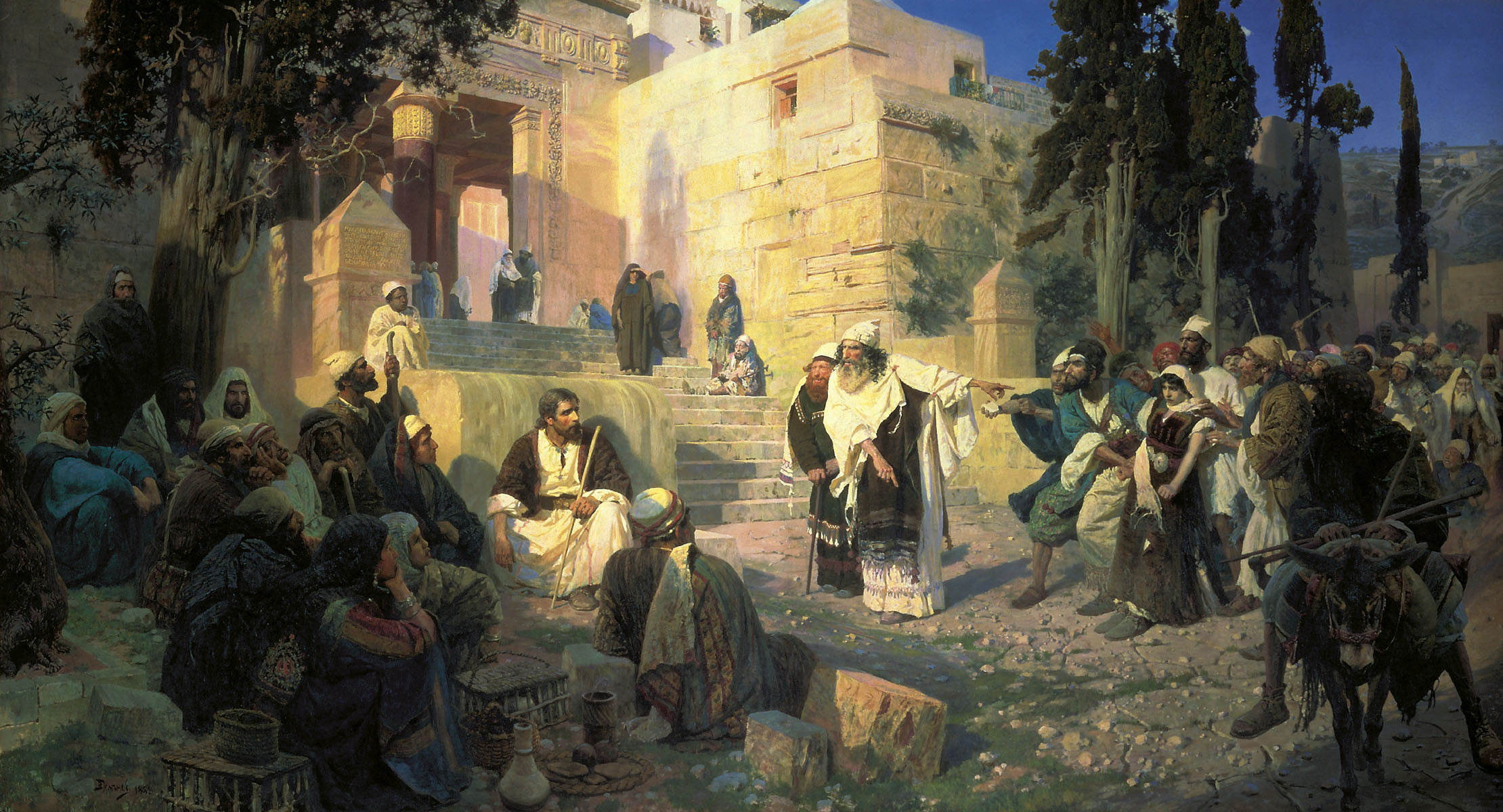
Le Christ et la femme adultère par Vassili Polenov 1888

À la différence de l'Évangile, l'interprétation du thème par Siemiradzki est plus proche des motifs du poème populaire de l'époque dû à Alexis Konstantinovitch Tolstoï et intitulé La Pécheresse, dans lequel une femme adultère, divertie par la compagnie de gens oisifs qui s'amusent, est transformée sous l'influence du Christ. Il semble que ce soit cette variante de Siemiradzki, qui symbolise le mieux la victoire morale du christianisme sur le paganisme et qui a été suggérée pour cette raison à l'artiste par le client, le grand-duc Vladimir Alexandrovitch,,. Bien que Siemiradzki appréciait l'intrigue et le lyrisme du sujet choisi par Alexis Tolstoï, il n'en considérait pas pour autant son travail de peintre comme une simple illustration de strophes poétiques. Comme il ne planifie pas de voyage jusqu'en Palestine, il se dit que son imagination l'aiderait à la réalisation du tableau. Et aussi la lumière du soleil en Italie, qui « sature l'atmosphère et détache certains personnages du décor tandis qu'il en enferme d'autres dans l'ombre».
La composition du tableau La Pécheresse se divise en deux parties. Dans la partie gauche de la toile, sont représentés le Christ et ses disciples. Tous sont vêtus modestement de blanc. Le Christ miséricordieux et indulgent est présenté tout en beauté, en harmonie, en perfection comme le décrit Alexis Tolstoï: « Il a enseigné l'amour du prochain et l'obéissance aux lois de Moïse; il ne tolère ni la colère ni la vengeance, il prêche le pardon et de rendre le bien pour le mal…». Dans la partie droite est représentée une courtisane habillée d'une élégante robe de soie, portant de nombreux bijoux; derrière elle, une suite d'hommes et de femmes gis et enivrés. Dans son poème La Pécheresse Alexeï Tolstoï décrit ainsi la jeune prostituée: « Sa manière de se vêtir attire involontairement l'attention par son genre peu discret, qui en dit long sur son mode de vie; mais cette jeune femme qui a péché est très belle…». En suivant la description de Tolstoï, Siemiradzki confère à son héroïne toute la beauté et l'élégance que l'on trouve dans le poème: «Ses boucles d'oreilles et ses bracelets, sonnent et enchantent par la volupté. Ils appellent le plaisir. Çà et là brillent des pierres précieuses qui mettent de l'ombre sur ses joues. Partout, rien que de la beauté, des colliers de perles entrelacés dans sa somptueuse chevelure…».

## Croquis, études, esquisses et copies d'auteur
Au musée national de Cracovie sont conservés 32 croquis de Siemiradzki pour son tableau La Pécheresse. On y trouve aussi une variante sur papier et carton, crayon.
Deux esquisses intitulées Le Christ et la pécheresse ou La Pécheresse sont conservées au Musée Russe,. Sur l'une d'elles réalisée au crayon sur papier (34,6 × 55,5 cm), la femme adultère et la joyeuse compagnie se tiennent à gauche et le Christ se tient à droite de la femme, tandis que ses disciples se tiennent un peu à distance de lui. Une autre esquisse est réalisée à l'aquarelle et au crayon, sur papier (21 × 40 cm), Le Christ avec un groupe de disciples, comme sur la toile finale se tenant à gauche de la composition. La critique d'art Laura Lebedeva, remarque que dans cette esquisse, l'auteur découvre le principe de répartition de la lumière de son futur tableau dans le but de pouvoir par la suite faire apparaître la lumière du soleil sur l'environnement dans une peinture sur le motif.

Esquisses de La Pécheresse
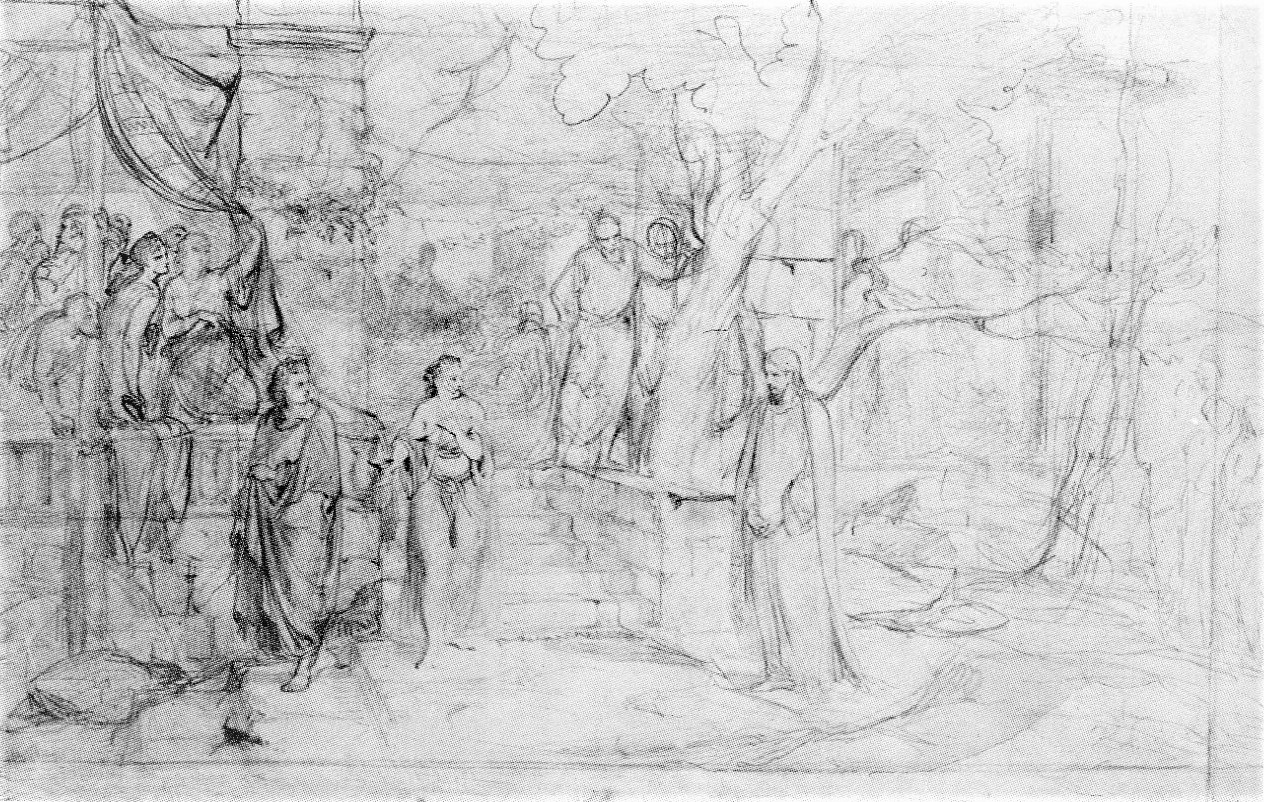
Esquisse, Musée russe, le Christ s'y trouve à droite
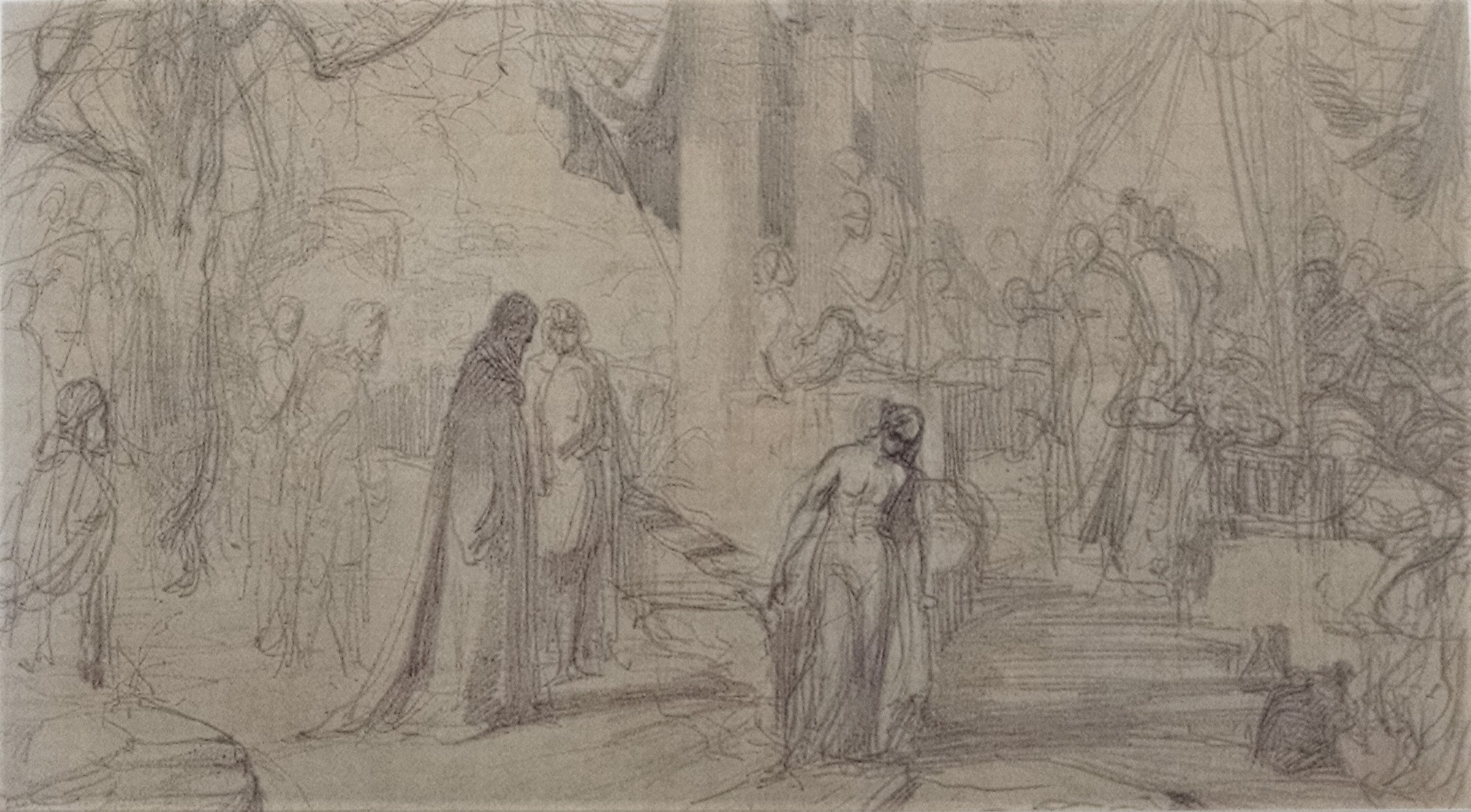
Esquisse, Musée de Cracovie
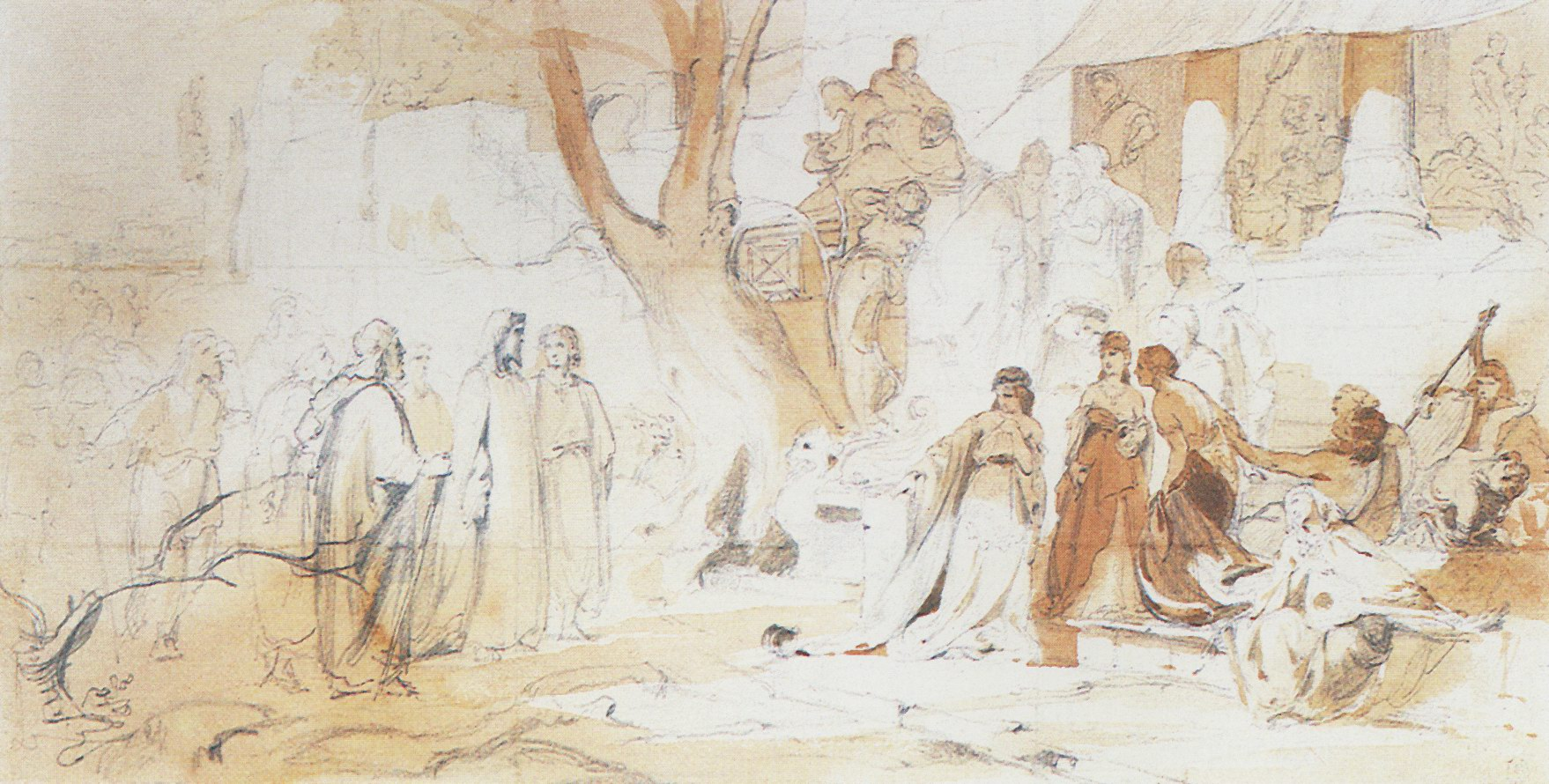
Esquisse à l'aquarelle, Musée russe

Le musée-réserve de Rybinsk conserve une copie de l'auteur, réalisée en sépia sur papier de La Pécheresse (61 × 132 cm) qui est exactement la reproduction qui a été commandée par le grand-duc Vladimir Alexandrovitch. Dans les collections du musée-réserve de Novgorod se trouve également une variante (probablement une esquisse) du même tableau La Pécheresse (toile, huile, 35 × 69 cm). Dans une collection particulière il existe encore une étude de tête de pécheresse (toile, huile, 54 × 42 cm).

## Avis et critiques
Le critique Vladimir Stassov dans un article intitulé Vingt-cinq ans d'art russe publié en 1883, écrit que la tableau La Pécheresse a provoqué une grosse impression sur le public, notamment en raison de ses tonalités admirables et ses élégantes taches colorées. Néanmoins, selon Stassov on ne peut en rien la rapprocher d'une toile comme Le Christ dans le désert de Ivan Kramskoï ou La dernière Cène de Nikolaï Gay. Stassov considère que le tableau de Siemiradzki est superficiel dans son contenu, que la pécheresse ressemble à une cocotte d'une opérette parisienne de Jacques Offenbach. Quant au Christ et aux apôtres ils sont habillés d'une telle façon que l'on ne peut en rien considérer le tableau comme un témoignage historique sérieux.
Le peintre Ivan Kramskoï, dans une lettre au paysagiste Fiodor Vassiliev du 10 avril 1873, explique les impressions que La Pécheresse de Siemiradzki a provoqué sur lui. Pour le peintre, le tableau est remarquable, il a été peint avec beaucoup d'audace, et le mélange de couleur et de clair-obscur est tellement bien harmonisé que le public a tout simplement été séduit. Pour Kramskoï le tableau produit un effet impressionnant tel, qu'il est resté vingt minutes à l'admirer. Mais en même temps il remarque le manque de sincérité dans le traitement des personnages principaux: le Christ est tellement fade et insignifiant qu'aucune pécheresse ne se repentira et que celle qu'il rencontre n'abandonnera pas de sitôt sa vie de plaisir.
L'historienne d'art Tatiana Karpova souligne que Siemiradzki a trouvé pour la première fois avec ce tableau ce qu'il voulait réaliser : utiliser les effets de la peinture sur le motif dans une grande toile pour un sujet du passé lointain. C'était une approche toute nouvelle dans l'art russe. Le fait de réunir la peinture de plein-air et un sujet évangélique donne une impression d'authenticité à des évènements légendaires. Mais le tout en accord avec les études bibliques de cette époque, d'Ernest Renan notamment qui traitaient Jésus comme un personnage historique réel.